# Marco Minghetti
Marco Minghetti (18 tháng 11 năm 1818 – 10 tháng 12 năm 1886) là nhà kinh tế và chính khách người Ý.